# هوغو راسموسن
هوغو راسموسن (بالدنماركية: Hugo Rasmussen)‏ هو عازف جاز دنماركي، ولد في 22 مارس 1941 في Bagsværd ‏ في الدنمارك، وتوفي في 30 أغسطس 2015 في فريدريكسبرغ في الدنمارك.

## وصلات خارجية
- هوغو راسموسن على موقع IMDb (الإنجليزية)
- هوغو راسموسن على موقع ميوزك برينز (الإنجليزية)
- هوغو راسموسن على موقع أول ميوزيك (الإنجليزية)
- هوغو راسموسن على موقع ديسكوغز (الإنجليزية)